# Mala Reka (Bajina Bašta)
Mala Reka (Servisch cyrillisch Мала Река) is een plaats in de Servische gemeente Bajina Bašta. De plaats telt 489 inwoners (2002).